# Konradfels

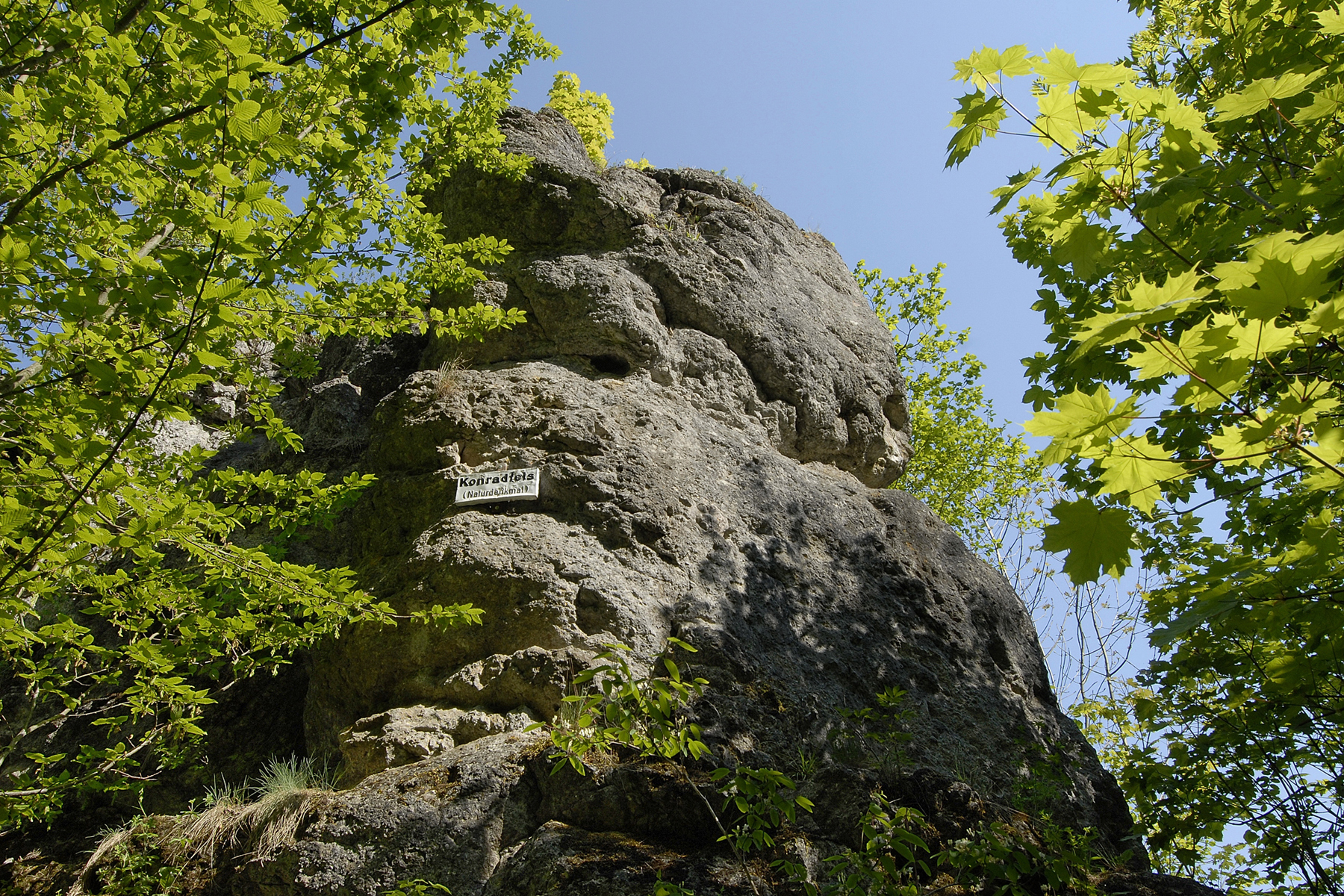
Konradfels

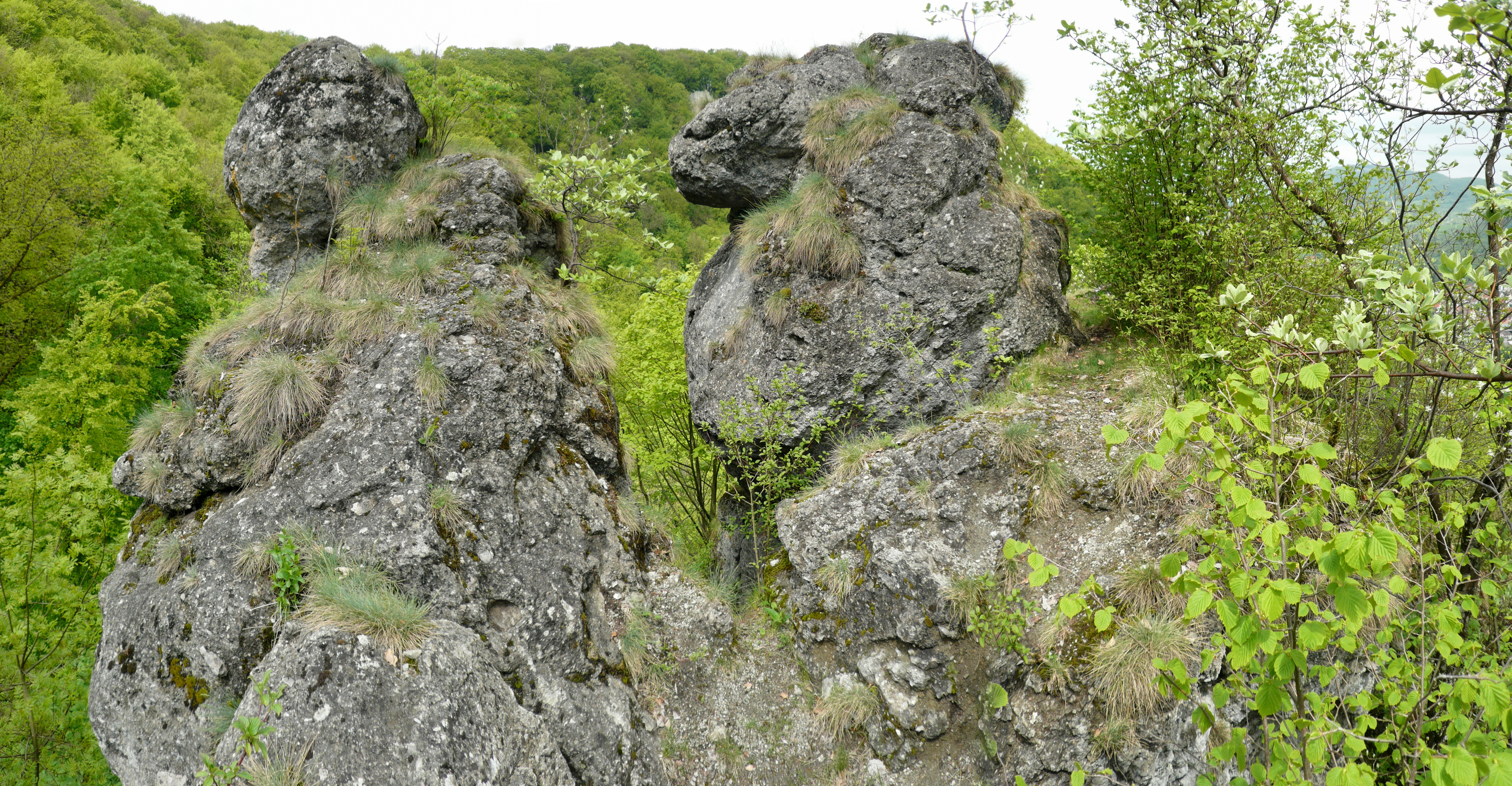
Auf dem Konradfels

Der Konradfels ist eine aus Basalttuff bestehende Felsnadel zwischen Grabenstetten und Oberlenningen im Lenninger Tal am Nordrand der Schwäbischen Alb.
Er ragt aus dem fluvial erodierten Steilhang des Tals der Lenninger Lauter und ist der Rest eines Vulkanschlotes des miozänen Schwäbischen Vulkans mit helleren Einsprengseln. Das harte, weil kompaktierte und verbackene, Gestein widerstand der Erosion länger als der ohnehin harte Weißjura. Die schnell abgekühlten, geringviskosen Schmelzen (Basalttuffe) – überwiegend in der Größe von Lapilli – enthalten Mineralien aus großen Vulkantiefen, aber auch mitgerissene Brekzien der Erdmantelschichten und aus helleren, oberflächennahen Sedimenten bestehende Xenolithe der anstehenden Juraschichten. Einige Mineralien haben ausgeprägte magnetische Eigenschaften, die zu Anomalien gegenüber dem allseits vorhandenen Erdmagnetismus führen. In den Gipfelbereichen des Konradfels und des Calverbühl (bei Dettingen an der Erms) wurden besonders starke Magnetisierungen vorgefunden, die als Blitzmagnetisierung interpretiert werden. Hier werden Magnetkompasse stark abgelenkt. Nur in sehr wenigen Fällen sind Vulkanite von Schloten heute noch an Oberflächen sichtbar. Zu erreichen ist er über einen Pfad.
Der Konradfels ist unter dem Namen Konradfelsen mit Basaltblockhalde und Aibereschloch als flächenhaftes Naturdenkmal ausgewiesen und unter dem Namen Konradfelsen mit Hölloch S von Oberlenningen auch als geschütztes Geotop.